# Seconda generazione delle console
Nella storia dei videogiochi, l'espressione "seconda generazione" fa riferimento a computer e videogiochi, console per videogiochi fisse e portatili disponibili dal 1976 al 1982. Tra i dispositivi degni di nota della seconda generazione si possono indicare la Fairchild Channel F, Atari 2600, Intellivision, Odyssey 2 e ColecoVision. La generazione ha avuto convenzionalmente inizio nel novembre 1976 con l'uscita della Fairchild Channel F. Seguì l'Atari 2600 nel 1977, il Magnavox Odyssey² nel 1978, l'Intellivision nel 1980 e poi l'Emerson Arcadia 2001, ColecoVision, Atari 5200 e Vectrex, tutti resi disponibili nel 1982, per un totale di oltre 15 diverse console. Questo periodo è coinciso con l'età d'oro dei videogiochi arcade. Questa era di picco di popolarità e innovazione per il mezzo ha portato a realizzare molti giochi per console domestiche di seconda generazione che erano precedentemente solo giochi arcade. Space Invaders, il primo gioco arcade "killer app" a subire il porting, è stato pubblicato nel 1980 per l'Atari 2600, sebbene i precedenti giochi arcade pubblicati da Atari fossero stati portati in precedenza sul 2600. Coleco realizzò Donkey Kong di Nintendo con il ColecoVision quando venne reso disponibile nell'agosto 1982.
I giochi integrati, come quelli della prima generazione, sono diminuiti durante questo periodo. Sebbene la prima generazione di Magnavox Odyssey avesse inserito i giochi su circuiti stampati simili a cartucce, essi avevano funzionalità limitate e richiedevano schermi TV e altri accessori per essere completamente funzionanti. Cartucce più avanzate, che contenevano l'intera esperienza di gioco, vennero sviluppate per Fairchild Channel F e la maggior parte delle console adottò una tecnologia analoga. Il primo sistema della generazione e alcuni altri, come l'RCA Studio II, erano sia dotati di giochi preinstallati sia in grado di utilizzare cartucce. La popolarità delle cartucce di gioco crebbe dopo l'uscita dell'Atari 2600. Dagli anni settanta alla metà degli anni novanta, la maggior parte dei sistemi di videogiochi domestici utilizzava le cartucce fino a quando esse non furono sostituite dai dischi ottici. La Fairchild Channel F fu anche la prima console a utilizzare un microprocessore, che era il principale fattore che consentiva alle console di utilizzare le cartucce. Anche altre tecnologie come la risoluzione dello schermo, la grafica a colori, l'audio e l'intelligenza artificiale furono migliorate durante questa era. In questa generazione è stata realizzata la prima console portatile, il Microvision, realizzato dalla società di giocattoli Milton Bradley nel 1979.
Nel 1979, alcuni ex programmatori di Atari fondarono Activision, la prima azienda di sviluppo di videogiochi di terze parti. Nel 1982, l'eccessiva saturazione delle console e dei giochi, unita a una scarsa comprensione del mercato, causò la crisi dell'industria dei videogiochi del 1983 e segnò l'inizio della generazione successiva. A partire dal dicembre 1982 e per tutto il 1984, il crollo del 1983 causò gravi perturbazioni al mercato nordamericano. Alcuni sviluppatori fallirono e quasi nessun nuovo gioco venne pubblicato nel 1984. Il mercato non si sarebbe completamente ripreso fino alla terza generazione. La seconda generazione terminò ufficialmente il 1º gennaio 1992, con l'interruzione della produzione dell'Atari 2600.

## Storia
Già la prima console, la Magnavox Odyssey, utilizzava delle cartucce rimovibili: ma solamente per attivare dei jumper che a loro volta selezionavano un videogioco già presente all'interno della console stessa. Con l'avvento dei microprocessori economici invece, i giochi poterono essere programmati dentro delle ROM. Le ROM, montate in cartucce di plastica, una volta inserite nello slot della console venivano lette dal processore, che eseguiva il contenuto. In questo caso, quindi, il gioco era fisicamente contenuto nella cartuccia invece che nel corpo della console.
La prima console ad utilizzare questo metodo fu la Fairchild VES, commercializzata da Fairchild Semiconductor nel 1976. La console fu rinominata come Fairchild Channel F l'anno seguente, dopo la distribuzione da parte di Atari dell'Atari 2600 o Atari VCS. Con una libreria iniziale di nove titoli, l'Atari 2600 diventerà la console più popolare e venduta della sua generazione, la cui fama sarà oscurata solamente con l'avvento del NES. Del 1977 è anche la RCA Studio II, una console in bianco e nero tecnicamente inferiore rispetto alle concorrenti, e il Bally Astrocade.
Nel 1978 Magnavox pubblicò il successore dell'Odyssey, la Magnavox Odyssey² (Videopac in Europa), mentre in Germania viene prodotta la VC 4000. Nel 1979 alcuni ex dipendenti di Atari fondarono l'Activision, la prima software house di videogiochi indipendente della storia: tra i suoi titoli più conosciuti, Pitfall!.
Nel 1980 Mattel introdusse l'Intellivision, uno dei più seri contendenti dell'Atari 2600: nelle pubblicità dell'epoca veniva dimostrata la sua maggiore potenza hardware mostrando due giochi simili uno a fianco dell'altro. Nonostante questo, Atari possedeva la maggior parte dei diritti per le conversioni dei popolari videogiochi arcade, fra tutti Pac-Man e Space Invaders: con questo sistema riusciva a mantenere il dominio sul mercato, nonostante la bassa qualità di molte conversioni.
La prima console della SEGA, la SG-1000, fu commercializzata in Giappone nel 1981 e venne importata in Europa nel 1983, ma non raggiunse mai gli Stati Uniti.
Nel 1982 furono diverse le console ad approdare sul mercato: Emerson Arcadia 2001, Atari 5200, ColecoVision e Vectrex. Quest'ultima era un caso molto particolare: era infatti dotata di un monitor ed era basata sulla grafica vettoriale. L'Arcadia e il ColecoVision erano due macchine tecnicamente superiori rispetto ad Atari 2600 ed Intellivision; in particolare alcune conversioni di coin-op erano praticamente identiche, come nel caso di Donkey Kong per ColecoVision. L'Atari 5200 fu distribuito come successore dell'Atari 2600, ma non ottenne il successo raggiunto dal predecessore: in particolare per l'assenza di retrocompatibilità (sebbene qualche anno dopo venne distribuito un adattatore).
Questo affollamento di sistemi e le uscite di diversi titoli molto attesi ma poi rivelatisi sotto le aspettative, portarono al collassare dell'industria. Esemplare il caso riguardante il tie-in basato sul film E.T. l'extra-terrestre (1982): centinaia di migliaia (qualcuno parla di milioni) di cartucce invendute di E.T. vennero distrutte in una discarica del Nuovo Messico.

## Le console
| Nome               | Fairchild Channel F                                                                                                 | Atari 2600 | Videopac/Odyssey² | Intellivision | Atari 5200 |
| ------------------ | --- | --- | --- | --- | --- |
| Console            | | | | | |
| Prezzo di lancio   | US$169.95 | US$199 | US$200 ¥49,800 | US$299 | US$270 |
| Data distribuzione | agosto 1976 | ottobre 1977 1978 ottobre 1983 | 1978 dicembre 1982 1983 | 1979 1982 | novembre 1982 |
| Media              | Cartuccia | Cartuccia e Musicassetta (disponibile attraverso un'espansione fornita da terzi) | Cartuccia | Cartuccia | Cartuccia |
| Titoli più venduti | N/A | Pac-Man, 7 milioni (fino al primo settembre, 2006) | N/A | Astrosmash (1 milione) | N/A |
| Retrocompatibilità | N/A | N/A | nessuna | Giochi dell'Atari 2600 attraverso il modulo System Changer | dell'Atari 2600 attraverso il 2600 cartridge adapter |
| Accessori          | N/A | - Controller di guida - Tastierino numerico - Game Brain - Starpath Supercharger - GameLine | - Modulo vocale - Modulo Chess | - Componente tastiera(cancellato) - Entertainment Computer System - Intellivoice | - Controller Trak-Ball - Adattatore Atari 2600 |
| CPU                | Fairchild F8 1.79 MHz (PAL 2.00 MHz)                                                                                | MOS 6507 1.19 MHz | Intel 8048 8-bit microcontroller 1.79 MHz | General Instrument CP1610 894.886 kHz | MOS 6502C modificato 1.79 MHz (non un 65C02) |
| Memoria            | 64 byte, 2 kB VRAM (2×128×64 bits)                                                                                  | (dentro un chip MOS Technology RIOT ): 128 byte (RAM addizionale poteva essere inclusa nelle cartucce dei giochi) | CPU-internal RAM: 64 byte Audio/video RAM: 128 byte | 1456 byte RAM principale | 16 kB RAM principale |
| Video              | - 102 × 58 pixel visibili - 8 colori, max 4 per linea di scansione                                                  | - 160 x 192 di risoluzione - 2 sprite, 2 missili e 1 palla per linea di scansione. Gli sprite possono essere usati più volte attraverso il comando HMOVE. - 2 colori per lo sfondo e 2 sprite a colori per linea di scansione - 128 colori (NTSC) - 104 colori (PAL) | - 160×200 di risoluzione (NTSC) - 16-colori fissi come tavolozza di colori; gli sprite usano 8 colori - 4 8×8 sprite con mono-colore definito dall'utente - 12 caratteri 8×8 mono-colore; 64 forme precostituite nella ROM del BIOS; - 4 quad caratteri; - griglia dello sfondo 9×8; punti linee o blocchi | - 159x96 pixel (159x192 visualizzabili su un monitor TV, duplicando ogni linea di scansiones) - tavolozza di 16 colori, visibili tutti contemporaneamente sullo schermo - 8 sprite. | - 320×192 di risoluzione, - 16 colori (su un totale di 256) sullo schermo per linea di scansione e 256 colori visualizzabili contemporaneamente nell'intera schermata. |
| Audio              | Audio mono con: - toni a 500 Hz, 1 kHz e 1.5 kHz (possono essere modulati velocemente per produrre differenti toni) | Mono | Audio mono con: - registro di shift a 24-bit, clockabile con 2 frequenze - generatore di rumori | Audio mono con: - tre canali sound - un generatore di rumori | Audio mono con: - 4-canali sonori |

| Name                  | Vectrex                               | Emerson Arcadia 2001                                      | ColecoVision | Bally Astrocade                                                                              | Sega SG-1000                                                                                              |
| --------------------- | ------------------------------------- | --------------------------------------------------------- | --- | -------------------------------------------------------------------------------------------- | --- |
| Console               |                                       |                                                           | |                                                                                              | |
| Prezzo di lancio      | US$199                                | N/A                                                       | N/A | N/A                                                                                          | ¥15,000(JP)                                                                                               |
| Data di distribuzione | novembre 1982 maggio 1983 giugno 1983 | 1982                                                      | agosto 1982 maggio 1982                                                                                              | 1977                                                                                         | 15 luglio 1983                                                                                            |
| Media                 | Cartuccia                             | Cartuccia                                                 | Cartuccia e Musicassetta, reso disponibile con Espansione numero 3                                                   | Cartuccia e cassette/Floppy, reso disponibile con l'unità ZGRASS                             | Cartuccia e Musicassetta (SG-3000)                                                                        |
| Titoli più venduti    | N/A                                   | N/A                                                       | Donkey Kong (pack-in)                                                                                                | N/A                                                                                          | N/A |
| Retrocompatibilità    | N/A                                   | N/A                                                       | Compatibile con l'Atari 2600 attraverso l'Espansione numero 1                                                        | N/A                                                                                          | N/A |
| Accessori             | N/A                                   | N/A                                                       | - Espansione numero 1 - Espansione numero 2 - Espansione numero 3 - Controllore Roller - Super Action Controller Set | - Unità ZGRASS                                                                               | N/A |
| CPU                   | Motorola 68A09 1.5 MHz                | Signetics 2650 CPU 3.58 MHz                               | Zilog Z80A 3.58 MHz                                                                                                  | Zilog Z80 1.789 MHz                                                                          | NEC D780C (clone dello Zilog Z80) 3.58 MHz per l'NTSC, 3.55 MHz per il PAL                                |
| Memoria               | 1 kB RAM principale                   | 512 byte                                                  | 8 kB RAM principale 16 kB VRAM                                                                                       | 4k (fino a 64k com moduli esterni nella porta di espansione)                                 | 2 kB RAM principale 16 kB VRAM                                                                            |
| Video                 | Monito vettoriale CRT incorporato     | - 128x208 / 128x104 - 8 colori                            | - 256x192 di risoluzione - 32 sprite, max 4 sprite per linea di scansione - 16 colori                                | - Risoluzione: True 160x102 / Basic 160x88 / RAM espansa 320x204 - Colori: True 8* / Basic 2 | - 256x192 risoluzione - 32 sprite, max 4 sprite per linea di scansione - 16 colori                        |
| Audio                 | Mono (altoparlante incorporato)       | Audio mono con: - Un canale "Beeper" - Un canale "Rumore" | Audio mono con: - 3 canali sonori - 1 generatore di rumore                                                           | Audio mono con: - 3 voci - effetto rumore/vibrato                                            | Audio mono con: - 4-canali sonori - 3 generatori sonori, 4 ottave ognuno, - 1 generatore di rumore bianco |

## Console portatili
Questa generazione è caratterizzata anche dall'introduzione delle console portatili: il Microvision, prodotto nel 1979, è il primo esempio di console portatile programmabile; piuttosto popolare anche la serie Game & Watch di Nintendo, sebbene priva di cartucce.